# Raivuna walkeri
Raivuna walkeri är en insektsart som först beskrevs av Atkinson 1886.  Raivuna walkeri ingår i släktet Raivuna och familjen Dictyopharidae. Inga underarter finns listade i Catalogue of Life.